# سوندیاتا گینز
سوندیاتا گینز (انگلیسی: Sundiata Gaines؛ زادهٔ ۱۸ آوریل ۱۹۸۶) بازیکن بسکتبال اهل ایالات متحده آمریکا است.
از باشگاه‌هایی که در آن بازی کرده‌است می‌توان به مینه‌سوتا تیمبرولوز و باشگاه بسکتبال فوجیان اشاره کرد.